# Sânpetru Mare
Sânpetru Mare é uma comuna romena localizada no distrito de Timiș, na região histórica do Banato (parte da Transilvânia). A comuna possui uma área de 108.53 km² e sua população era de 3337 habitantes segundo o censo de 2007.